# Departamento de Transporte de la Florida
El Departamento de Transporte de la Florida (en inglés: Florida Department of Transportation, FDOT) es la agencia estatal gubernamental encargada en la construcción y mantenimiento de toda la infraestructura ferroviaria, carreteras estatales; así como sus federales, locales e interestatales, y transporte aéreo del estado de la Florida. La sede de la agencia se encuentra ubicada en Tallahassee, Florida y su actual director es Ananth Prasad. El departamento cuenta con 7 distritos.

## Distritos

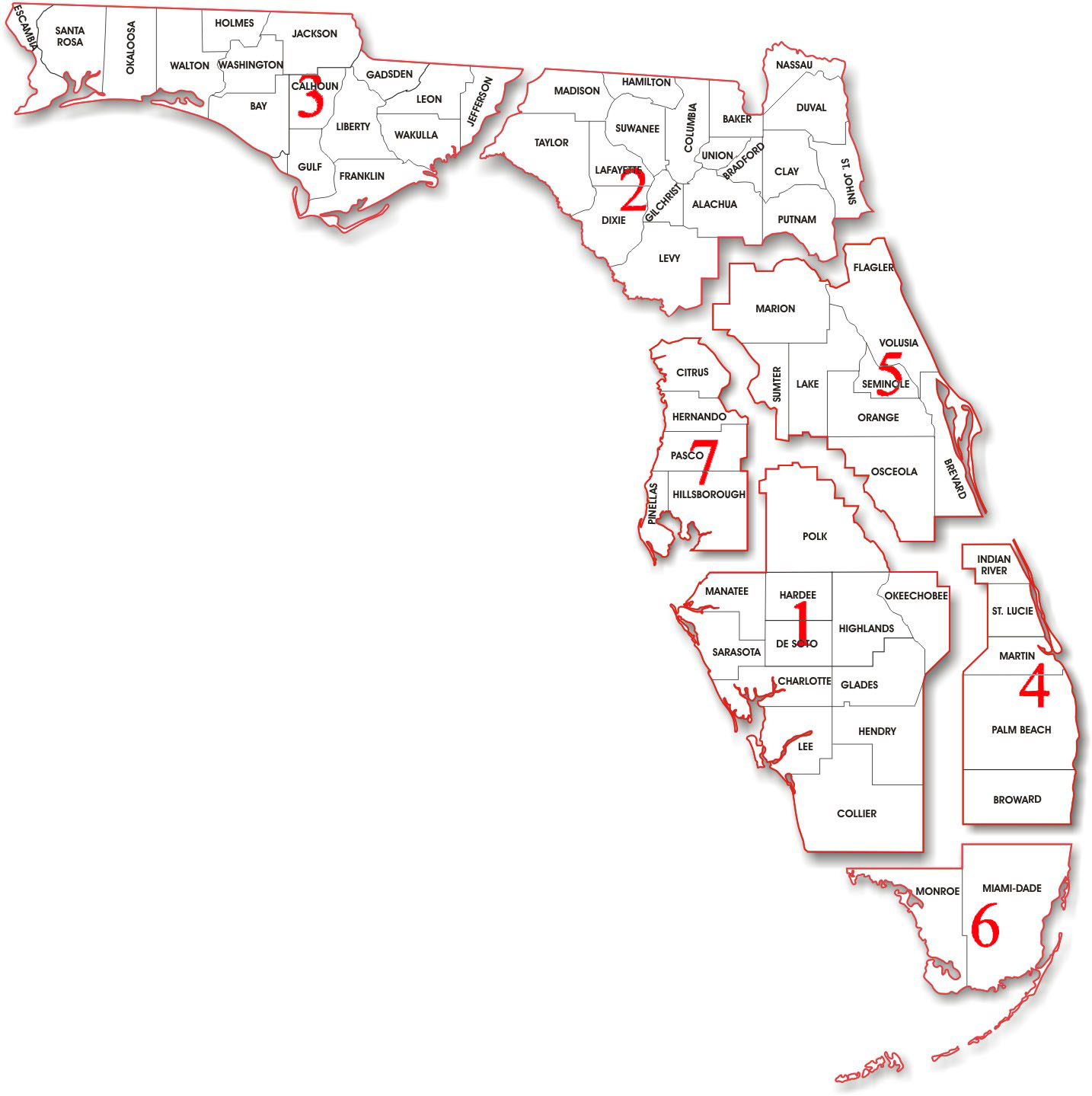
Mapa de los distritos del FDOT

Florida tiene siete distritos de transporte:
| Nombre                              | Sede            | Condados |
| ----------------------------------- | --------------- | --- |
| Suroeste de la Florida (Distrito 1) | Bartow          | Charlotte, Collier, De Soto, Glades, Hardee, Hendry, Highlands, Lee, Manatee, Okeechobee, Polk, y Sarasota                                                  |
| Noreste de la Florida (Distrito 2)  | Lake City       | Alachua, Baker, Bradford, Clay, Columbia, Dixie, Duval, Gilchrist, Hamilton, Lafayette, Levy, Madison, Nassau, Putnam, St. Johns, Suwannee, Taylor, y Union |
| Noroeste de la Florida (Distrito 3) | Chipley         | Bay, Calhoun, Escambia, Franklin, Gadsden, Gulf, Holmes, Jackson, Jefferson, Leon, Liberty, Okaloosa, Santa Rosa, Wakulla, Walton, y Washington             |
| Sureste de la Florida (Distrito 4)  | Fort Lauderdale | Broward, Indian River, Martin, Palm Beach, y St. Lucie |
| Centro de la Florida (Distrito 5)   | DeLand          | Brevard, Flagler, Lake, Marion, Orange, Osceola, Seminole, Sumter, Volusia                                                                                  |
| Sur de la Florida (Distrito 6)      | Miami           | Miami-Dade y Monroe |
| Oeste de la Florida (Distrito 7)    | Tampa           | Citrus, Hernando, Hillsborough, Pasco, y Pinellas |